# Часовня Спаса Преображения (Полевской)
Часо́вня Спа́са Преображе́ния — часовня Екатеринбургской и Верхотурской епархии в городе Полевской Свердловской области. Целиком выполнена из металла, находится на территории музейного комплекса Северская домна.

## История создания
В 1839 году к 100-летнему юбилею предприятия построена деревянная часовня, которая существовала до 1888 года. К 900-летию Крещения Руси, в 1888 году, настоятель храма Святой Троицы Владимир Кожевников обратился к работникам и хозяевам завода с предложением построить цельную металлическую часовню. Эта идея была поддержана, прихожане и заводчане стали жертвовать на строительство часовни деньги по 2 копейки с каждого заработанного рубля. В 1893 году часовня была построена. Стояла она на том месте, где сейчас находится детская поликлиника, на пересечении улиц Вершинина и Ленина. Новая часовня представляла довольно редкое сооружение: она устроена «буквально из одного железа» и увенчана пятью зеркальными крестами; её стоимость обошлась около 5000 рублей.
Часовня была выполнена из железа и увенчана зеркальными крестами местными мастерами-металлургами. При становлении советской власти часовня была уничтожена.

## Возрождение
В 2001 году, благодаря директору Северского трубного завода А. С. Дегаю, сохранившимся фотоснимкам, выполненных местным фотодокументалистом Николаем Макаровичем Безукладниковым, главному художнику завода Юрию Яковлевичу Леонтьеву, написавшему иконостас, иконы Иисуса Христа, Богоматери, Ольги и Владимира, а также группе работников под руководством Бориса Николаевича Ветлужских, часовня была восстановлена и поставлена на территории Северского трубного завода на улице Магистраль. 13 июля 2001 года большим крестным ходом часовни в честь Преображения Господня была освящена. Владыкой архиепископом Викентием в часовню была пожертвована большая икона в честь Казанской Богородицы, которая находится в музее Северского трубного завода. Каждый год 15 августа, в день Преображения Господня, совершается крестный ход в часовню, служится молебен, в том числе о благословении Божьем предприятия.

## Ссылка
- Видеообзор 2019 года.